# Slogen
Slogen er en af de mest besøgte bjergtoppe i Norges Sunnmørsalper. Bjerget er 1.564 meter højt og ligger for enden af Norangsfjorden, der er en fjordarm til Hjørundfjorden i Ørsta kommune.

## Galleri
- Slogen set fra Habostaddalen
- Slogen set fra Hjørundfjorden